# Rue Pidvalna (Lviv)
La rue Pidvalna (ukrainien: Вулиця Підвальна) est une voie publique de la ville de Lviv, capitale administrative de l'oblast de Lviv et plus grande ville de l'ouest de l'Ukraine.

## Situation et accès
La rue Pidvalna est une voie publique de la vieille ville de Lviv, centre historique inscrit au patrimoine mondial de l'UNESCO. Elle est située sur la frontière entre le raion de Halytskyï et celui de Lytchakivskyï, deux des six subdivisions administratives de la ville de Lviv. D'une longueur de 400 mètres, orientée du nord au sud, elle débute rue Vynnytchenko et se termine place Daniel-de-Galicie. Outre ces voies tenantes et aboutissantes, elle est rejointe ou traversée, respectivement, par la rue Valova, la rue Brativ Rohatynstiv, la rue Rouska et la rue Lesi Ukrainky.
La rue Pidvilna comporte deux voies de circulation routière, parcourues par deux voies ferroviaires du réseau de tramway, et est à la fois pavée et goudronnée. Elle est parcourue et desservie par la ligne 1, 2, 4, 5, 7 et 9 du tramway de Lviv.

## Historique

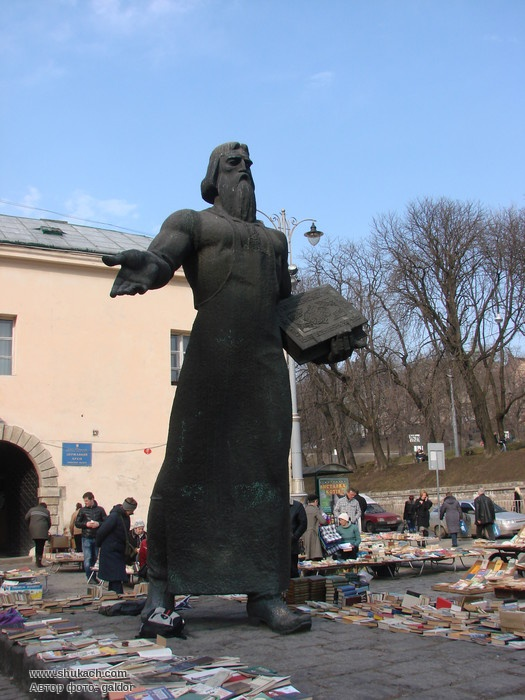
La statue d'Ivan Fiodorov.

## Bâtiments remarquables et lieux de mémoire
Plusieurs édifices historiques et monuments se trouvent dans cette rue.

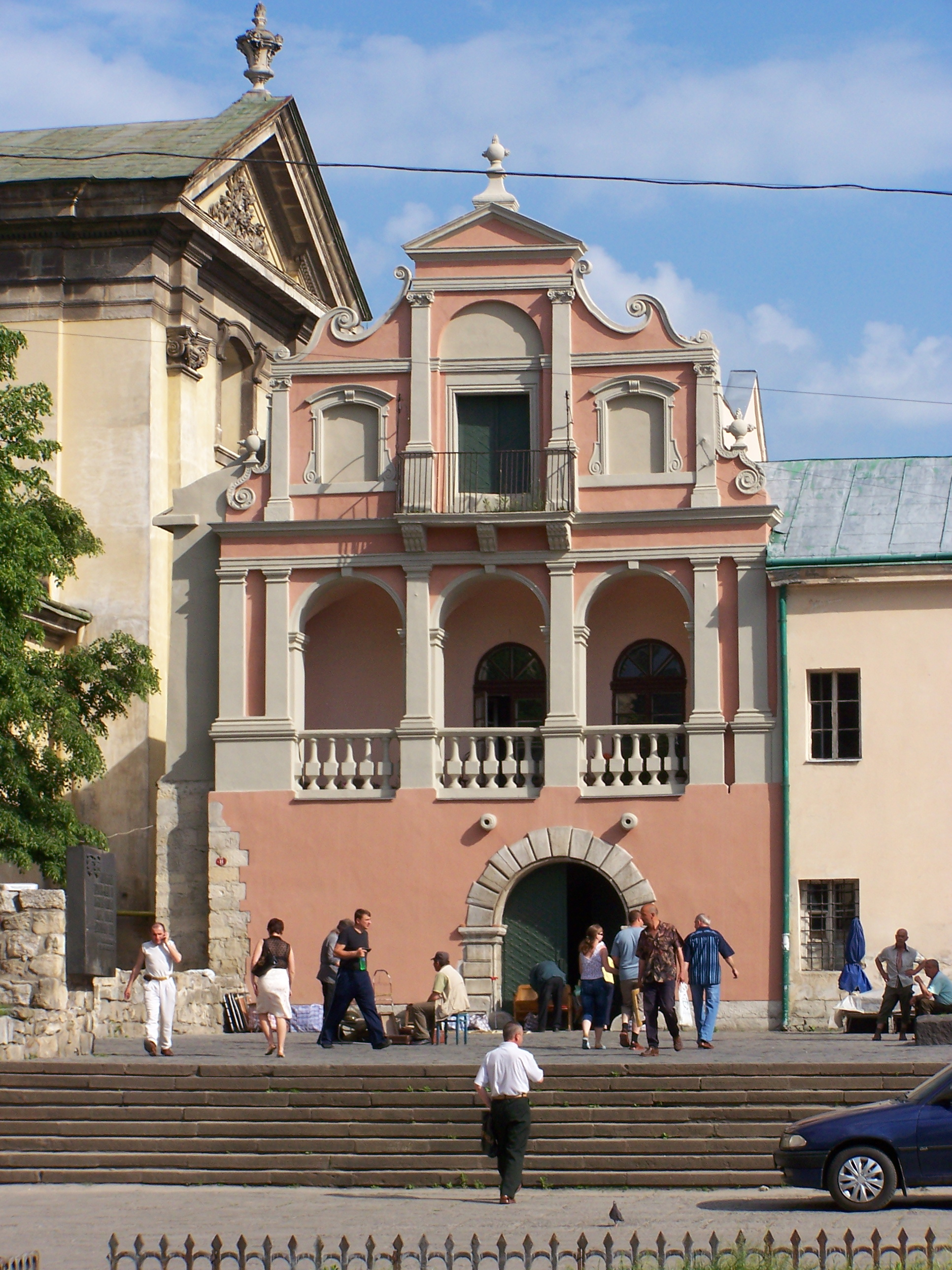
L'arsenal royal.

À hauteur du numéro 9 de la rue se trouve l'église de l'Assomption de Lviv, l'arsenal de Lviv, l'arsenal royal de Lviv, la tour poudrière de Lviv un édifice d'architecture Renaissance construit entre 1591 et 1629.

## Sources
- (uk) Cet article est partiellement ou en totalité issu de l’article de Wikipédia en ukrainien intitulé « Вулиця Підвальна (Львів) » (voir la liste des auteurs).